# Città di Marion
La città di Marion è una Local Government Area che si trova in Australia Meridionale. Essa si estende su una superficie di 55,5 chilometri quadrati e ha una popolazione di 84.142 abitanti. La sede del consiglio si trova a Sturt.